# Тіффані Трамп
Тіффані Аріана Трамп (англ. Tiffany Ariana Trump; нар. 13 жовтня 1993, Нью-Йорк) — американська модель та співачка. Донька 45–го та 47–го Президента США Дональда Трампа та його другої дружини, Марли Мейплз.

## Епізоди життєпису
Тіффані виховувалася матір'ю в Каліфорнії, закінчила школу у Калабасасі. До 2016 р. вона вивчала соціологію й урбаністику в Пенсильванському університеті.
2014 р., під час навчання в Університеті Пенсильванії, вона випустила сингл «Like a Bird». Працювала стажисткою у журналі Vogue і була моделлю на показі мод Ендрю Воррена під час New York Fashion Week у 2016 р.
Трамп активна в Інстаграмі, де має понад 1 млн підписників станом на 2018 р.

## Політична діяльність
Була однією зі спікерів Республіканської конвенції 2016 р.